# Antal Kovács
Antal Kovács (Paks, 28 mei 1972) is een voormalig Hongaars judoka. Kovács nam als negentienjarige deel aan de Olympische Zomerspelen 1992 en won toen de gouden medaille in het halfzwaargewicht. Een jaar later werd Kovács wereldkampioen in Hamilton. Kovács nam daarna nog driemaal deel aan de Olympische Zomerspelen waarbij in 1996 de wedstrijd om het brons verloor. Daarnaast won Kovács zes medailles op de Europese kampioenschappen judo en een zilveren medaille op de  wereldkampioenschappen judo 2001.

## Resultaten
- Olympische Zomerspelen 1992 in Barcelona  in het halfzwaargewicht
- Wereldkampioenschappen judo 1993 in Hamilton  in de halfzwaargewicht
- Olympische Zomerspelen 1996 in Atlanta 5e in het halfzwaargewicht
- Wereldkampioenschappen judo 2001 in München  in de halfzwaargewicht

1972: Sjota Tsjotsjisjvili ·
1976: Kazuhiro Ninomiya ·
1980: Robert Van de Walle ·
1984: Ha Hyoung-zoo ·
1988: Aurélio Miguel ·
1992: Antal Kovács ·
1996: Paweł Nastula ·
2000: Kosei Inoue ·
2004: Ihor Makarov ·
2008: Tuvshinbayar Naidan · 
2012: Tagir Chajboelajev · 
2016: Lukáš Krpálek · 
2020: Aaron Wolf · 
2024: Zelym Kotsoiev